# Cheyna Matthews
Pour les articles homonymes, voir Lee et Matthews.
Cheyna Lee Matthews, née Williams le 10 novembre 1993 à Lynn (Massachusetts), est une footballeuse internationale jamaïcaine évoluant au poste de milieu de terrain aux Chicago Red Stars. Possédant également la nationalité américaine, elle est mariée à Jordan Matthews, un joueur américain de football américain.

## Biographie

### Carrière universitaire
En 2012, Williams étudie à l'Université Vanderbilt, où elle fait 17 apparitions avec les Commodores et compte six buts et six passes décisives lors de sa première année. S'appuyant sur une saison réussie, elle commence les 18 matchs de sa deuxième année, marquant 16 buts et délivrant cinq passes décisives. Sa performance en 2013 la nomme dans la First-Team All-SEC.
En 2014, Williams rejoint l'Université d'État de Floride. Jouant 26 matchs, dont 24 titularisations, elle aide les Seminoles à remporter leur premier championnat national NCAA dans l'histoire du programme. Williams finit sa saison avec 25 matchs supplémentaires joués et 10 buts marqués.

### Carrière en club
Cheyna Williams est draftée par Washington Spirit lors du premier tour de la College Draft NWSL 2016. Elle signe avec ce club en avril 2016. Lors de sa première saison, elle dispute 17 matchs de saison régulière, dont 8 titularisations, et marque trois buts. Le native de Géorgie marque son premier but professionnel le 31 juillet 2016 contre Sky Blue FC. L'équipe fait ensuite sa toute première apparition en playoffs NWSL, perdant finalement aux tirs au but contre Western New York Flash, Williams restant sur le banc.
Le Spirit est en difficulté lors de la saison 2017, alors qu'elle marque 5 buts en 21 apparitions. Matthews rate la saison 2018 en raison de sa grossesse.
Avant la saison 2020, le Spirit annonce que Matthews prend un congé payé pour se concentrer sur sa situation familiale, notamment la possibilité pour son mari, Jordan Matthews, de déménager au sein de la NFL. Le congé payé doit durer jusqu'en mai de l'année et stipule que Matthews peut poursuivre sa carrière ailleurs, si nécessaire.
Après sa grossesse, elle rejoindra en 2021 le Racing Louisville, nouvelle franchise de la NWSL.

### Carrière internationale
À la suite de la qualification historique de l'équipe nationale de Jamaïque pour la Coupe du monde féminine 2019, Matthews est nommée sur la liste d'un camp d'entraînement en janvier 2019. Elle reçoit sa première sélection le 28 février 2019, face au Chili, lors d'un match amical.
Elle est ensuite retenue dans la liste des 23 joueuses jamaïcaines pour la Coupe du monde 2019 organisée en France. Elle a fait ses débuts en Coupe du monde lors du premier match de phase de groupes de l'équipe contre le Brésil à Grenoble.

## Palmarès

### En club
Washington Spirit
- NWSL
  - Finaliste en 2016.

## Statistiques
| Saison                | Club                  | Championnat           | Championnat | Championnat | Coupe(s) nationale(s) | Coupe(s) nationale(s) | Total | Total |
| Saison                | Club                  | Division              | M.          | B.          | M.                    | B.                    | M.    | B.    |
| 2016                  | Washington Spirit     | NWSL                  | 17          | 3           |                       |                       | 17    | 3     |
| 2017                  | Washington Spirit     | NWSL                  | 21          | 5           |                       |                       | 21    | 5     |
| 2019                  | Washington Spirit     | NWSL                  | 17          | 3           |                       |                       | 17    | 3     |
| Sous-total            | Sous-total            | Sous-total            | 55          | 11          |                       |                       | 55    | 11    |
| Total sur la carrière | Total sur la carrière | Total sur la carrière | 55          | 11          |                       |                       | 55    | 11    |

## Vie privée
Cheyna Williams épouse Jordan Matthews, wide receiver des 49ers de San Francisco, en février 2018, après s'être rencontrés alors qu'ils fréquentaient tous deux l'Université Vanderbilt. Le couple a ensemble un fils.